# Encyclopini
Tribu
Encyclopini est une tribu d'insectes appartenant à la famille des Cerambycidés

## Liste des genres
Selon ITIS (26 août 2014) :
- genre Acmaeops LeConte, 1850
- genre Acmaeopsoides Linsley & Chemsak, 1976
- genre Alosternida Podany, 1961
- genre Analeptura Linsley & Chemsak, 1976
- genre Anastrangalia Casey, 1924
- genre Anthophylax LeConte, 1850
- genre Bellamira LeConte, 1873
- genre Brachyleptura Casey, 1913
- genre Brachysomida Casey, 1913
- genre Centrodera LeConte, 1850
- genre Charisalia Casey, 1913
- genre Choriolaus Bates, 1885
- genre Comacmaeops Linsley & Chemsak, 1972
- genre Cortodera Mulsant, 1864
- genre Cosmosalia Casey, 1913
- genre Cyphonotida Casey, 1913
- genre Dorcasina Casey, 1913
- genre Encyclops Newman, 1838
- genre Evodinus LeConte, 1850
- genre Gaurotes LeConte, 1850
- genre Gnathacmaeops Linsley & Chemsak, 1972
- genre Grammoptera Audinet-Serville, 1835
- genre Idiopidonia Swaine & Hopping, 1928
- genre Judolia Mulsant, 1863
- genre Leptalia LeConte, 1873
- genre Leptorhabdium Kraatz, 1879
- genre Leptura Linnaeus, 1758
- genre Lepturopsis Linsley & Chemsak, 1976
- genre Lycochoriolaus Linsley & Chemsak, 1976
- genre Megachoriolaus Linsley, 1970
- genre Metacmaeops Linsley & Chemsak, 1972
- genre Neanthophylax Linsley & Chemsak, 1972
- genre Neoalosterna Podany, 1961
- genre Neobellamira Swaine & Hopping, 1928
- genre Orthochoriolaus Linsley & Chemsak, 1976
- genre Ortholeptura Casey, 1913
- genre Pachyta Dejean, 1821
- genre Pidonia Mulsant, 1863
- genre Piodes LeConte, 1850
- genre Pseudogaurotina Plaviltstshikov, 1958
- genre Pseudostrangalia Swaine & Hopping, 1928
- genre Pygoleptura Linsley & Chemsak, 1976
- genre Pyrotrichus LeConte, 1862
- genre Rhagium Fabricius, 1775
- genre Sachalinobia Jacobson, 1899
- genre Stenelytrana Gistl, 1848
- genre Stenocorus Fabricius, 1775
- genre Stenostrophia Casey, 1913
- genre Stictoleptura Casey, 1924
- genre Strangalepta Casey, 1913
- genre Strangalia Audinet-Serville, 1835
- genre Strophiona Casey, 1913
- genre Trachysida Casey, 1913
- genre Trigonarthris Haldeman, 1847
- genre Typocerus LeConte, 1850
- genre Xestoleptura Casey, 1913
- genre Xylosteus Frivaldszky, 1838